# Hibernian FC
Hiberian FC je skotský profesionální fotbalový klub z Edinburghu, který byl založen roku 1875 irskými katolíky. Hibernian je klub hrající Skotskou Premier League, společně se svým edinburským rivalem Hearts. Název klubu je často zkracován na Hibs, nebo také Hibees (high bees). Hibs 4× vyhráli Skotskou Premier League.

## Historie

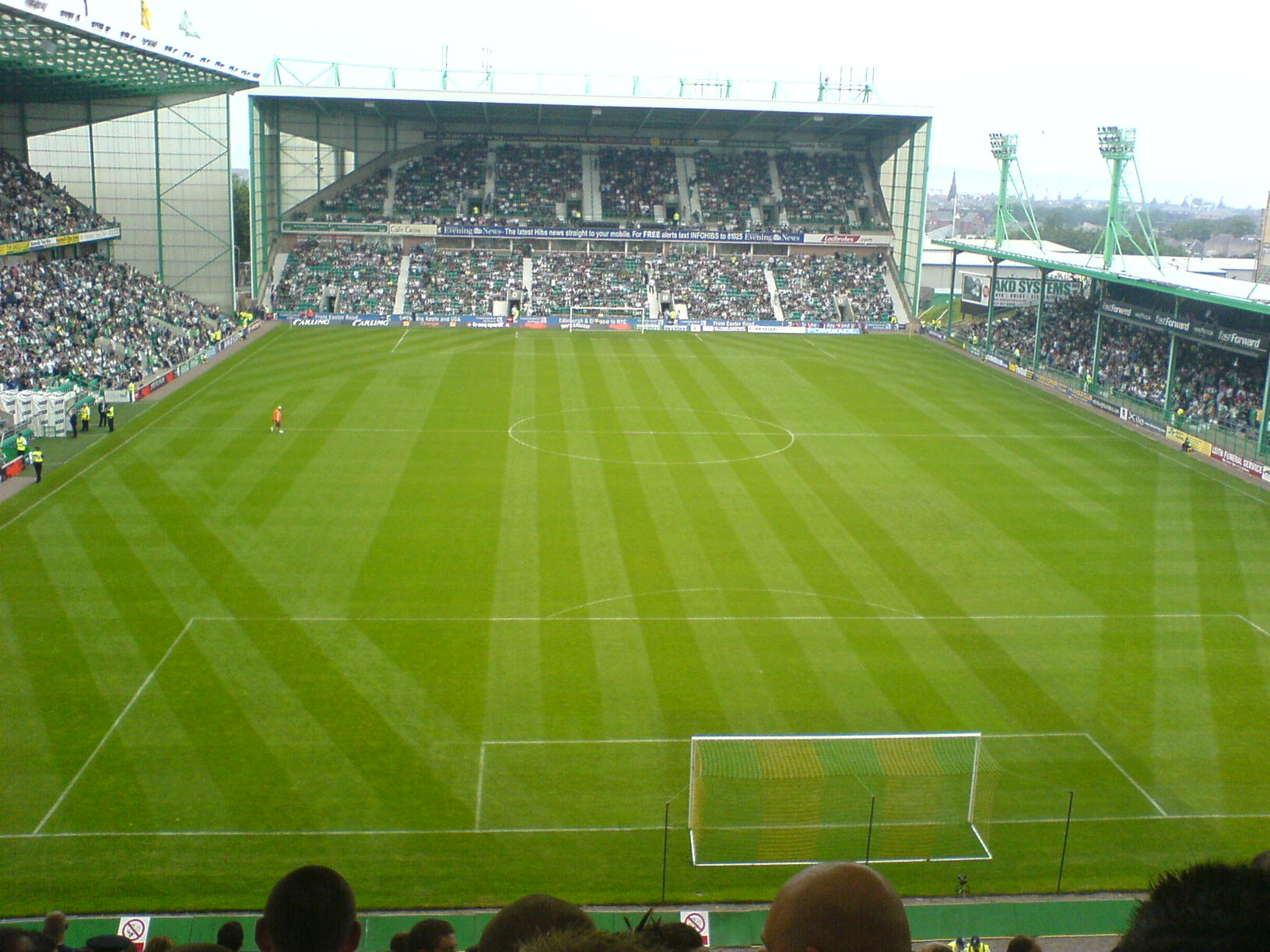
Stadion na Easter Road

Oficiální barvy klubu jsou zelená a bílá a to od roku 1875, kdy byl klub založen. Na venkovních dresech se vystřídalo mnoho barev, ale nyní se Hibs vrátili ke své tradici. Hibs hráli první 2 roky své existence na stadionu The Meadows, poté následovalo stěhování do Newingtonu (Mayfield Park) a Bonnington Road. Od roku 1892 je to stadion Easter Road. Tento stadion pojme až 17 500 lidí. Hymnu Hibs Glory, Glory to the Hibees napsal Hector Nicol. Další hymna Sunshine on Leith se obvykle hraje před každým důležitým zápasem na Easter Road.